# F702iD
FOMA F702iD（フォーマ・エフ なな まる に アイ ディー）は、富士通によって開発された、NTTドコモの第三世代携帯電話 (FOMA) 端末製品である。

## 概要
コミュニケーションデザイン研究所の平野敬子と工藤青石と富士通とドコモのコラボモデル。70Xシリーズながら、500KBのアプリに対応するほか、「おサイフケータイ」や、指紋センサーも搭載し、ハイスペックな仕様になっている。外部メモリには非対応だが、PCなどでのバックアップ用にUSBケーブルが付属している。愛称は「所作」。
この端末のボタンは黄緑色に光る。
富士通端末恒例のスペシャルモード(裏技)はない。

## 仕様
- ハードウェア仕様
  - 形状：折りたたみ式
  - 外部メモリー：非対応
  - カラー：金色(こんじき)、真白(ましろ)、花紅(はなくれない)、艶黒(つやくろ)
  - サイズ：幅51mm×高さ98mm×奥行31mm（最薄部17mm）
  - 重量：114g
  - 連続通話時間：約140分（音声電話時）、約80分（テレビ電話時）
  - 連続待受時間：約430時間（静止時）、約300時間（移動時）
  - メイン液晶：2.2インチ、240×320ドット、約26万色 TFT液晶
  - サブ液晶：なし
  - カメラ：メインCCD約128万画素(有効画素数:約120万画素)、サブ約11万画素CMOS

## 歴史
- 2005年11月7日：電気通信端末機器審査協会 (JATE)通過
- 2005年11月21日：技術基準適合証明 (TELEC) 通過
- 2006年1月17日：D902iS、F902iS、P902iS、N902iS、SH902iS、SO902iWP+、N902iX HIGH-SPEED、DOLCE SL、SO702i、M2501 HIGH-SPEEDと同時にドコモよりプレスリリース
- 2006年2月24日：発売開始